# Francisco Ramírez Luque
José Pedro Francisco de Cruz Concepción del Pueblito Ramírez Luque (Santiago de Querétaro, Querétaro, 5 de diciembre de 1886-Ciudad de México, 18 de julio de 1924) era un político mexicano que fue gobernador de Querétaro en 1923.

## Biografía
Francisco Ramírez Luque nació en Querétaro en 5 de diciembre de 1886 en el seno de la familia de don Francisco Ramírez Gutiérrez (1859-1897) y doña Adelaida Luque Villaseñor (1859-1927), dueños de la hacienda Coachití,en Apaseo el Grande, siendo bautizado el día 8 en la Parroquia de Santiago. Sobrino en tercer grado de Miguel Hidalgo junto con su primo José Siurob. No se tiene certeza de los datos acerca de su vida privada, más que solamente era casado con Guadalupe Morales Arista y se dedicaba a la agricultura hasta que incursionó en la política. Perteneciente al Gran Partido Liberal Queretano. En mayo de 1923 era diputado cuando se convocó a elecciones para renovar el poder ejecutivo; contendió con su primo el Dr. José Siurob Ramírez, ambos miembros del Gran Partido Liberal Queretano lo que significó la ruptura del partido. El licenciado José María Truchuelo, gobernador en funciones, apoyó la candidatura de Ramírez Luque, y -según anotan sus biógrafos- pretendía sucederse a través de él. Al resultar triunfador Francisco Ramírez Luque en las elecciones de 10 de junio de 1923, electo para el periodo legal 1923-1927. El 1 de octubre de 1923, Ramírez Luque asumió el poder

"con el beneplácito de sus coterráneos por su carácter amistoso y sencillo que le había granjeado la símpatía popular"
James R. Fortson

Obregón nunca vio con buenos ojos el triunfo de Ramírez Luque. Sin embargo, en tiempos todavía revoltosos, apenas se mantuvo 76 días en el poder.

### Desfuero como gobernador
Se creía que él tenía que ver con la rebelión delahuertista, porque su cuñado, el general Norberto Heredia, también se había sumado a la rebelión, es cuando Francisco Ramírez quedó bajo sospecha, el presidente Obregón ordenó al general Pedro Gabay que aprehendiera al gobernador y Joaquín de la Peña Terán quién lo llevó al Centro Militar del Estado. Álvaro Obregón conversó como sí dos viejos conocidos se tratara con él; esa reunión se efectuó en un ambiente cordial y después de conversar hasta la madrugada con él, fue encarcelado. Así, por mandato del general Obregón, el 15 de diciembre de 1923 Ramírez Luque fue desaforado y acusado "por haber presunciones y complicidad de que cometió el delito de rebelión" y debía asumir la gubernatura, Joaquín de la Peña.

## Asesinato
Para mediados de 1924, la contienda electoral continuaba y el general Ángel Flores se presentó como opositor del candidato, Plutarco Elías Calles. el candidato Flores, acompañado entre otros por el exgobernador Francisco Ramírez Luque y el amnistiado Norberto Heredia. El 18 de julio de 1924 arribó a dicha plaza el General Francisco May, jefe de las tribus mayas, con el objeto de confirmar su protesta de adhesión al Gobierno. Ángel Flores fue víctima de la represión oficial, cuando un grupo de policías armados trató de detener a los manifestantes; se desató una balacera y Ramírez Luque resultó gravemente herido en el vientre. Fue trasladado de inmediato, por ferrocarril, a la Ciudad de México, pero en el trayecto murió. En memorias de su primo, Eduardo Luque que acudió a la Antigua Estación de Ferrocarril de ’La Otra Banda’, acompañado de varios compañeros de la secundaria ese fatal día relató:

“El jefe de la policía, enviado por el gobernador Joaquín de la Peña, se acercó en un caballo y ordenó a unos gendarmes que abrieran fuego contra Ramírez Luque y sus acompañantes.
Desconcertados, los policías se quedaron inmóviles, lo que provocó la ira de su superior.
“¡Así se dispara, cabrones!”, les gritó, al momento que descargaba tres balazos sobre mi primo”.
La manifestación se dispersó y pronto la fiesta se convirtió en una tragedia.
Ramírez Luque quedó gravemente herido en el estómago, muriendo en el trayecto a la ciudad de México.

 Eduardo Luque Loyola.

Como el exgobernador de Querétaro, había sido uno de los heridos, el asunto tuvo consecuencia al saberse la noticia de su muerte acaecida en el acto político de apoyo al general Ángel Flores, los queretanos culparon al gobernador De La Peña de haber ordenado aquel atentado y había tal antipatía contra él, que se vio obligado a renunciar a su cargo el 25 de agosto de ese año.